# Cerca-Carvajal
Cerca-Carvajal este o comună din arondismentul Hinche, departamentul Centre, Haiti, cu o suprafață de 156,59 km2 și o populație de 21.147 locuitori (2009).